# Splean
Splean (ros. Сплин) – rosyjski zespół rockowy założony w 1994 roku w Petersburgu. Nieustannie pozostaje jedną z najpopularniejszych grup rockowych w Rosji i na obszarze byłego ZSRR. Od początku istnienia zespołu jego jedynym liderem jest Aleksandr Wasiljew.
Nazwa grupy pochodzi z wiersza rosyjskiego poety srebrnego wieku Saszy Czornego „Pod surdinku” (taki też tytuł nosiła piosenka z pierwszego albumu zespołu):
„Как молью изъеден я сплином…

Посыпьте меня нафталином,

Сложите в сундук и поставьте меня на чердак,

Пока не наступит весна”.

## Historia
Wokalista Aleksandr Wasiljew i gitarzysta basowy Aleksandr Morozow postanowili założyć zespół, pracując razem w teatrze „Buff” jako operatorzy sceny. Później dołączył do nich klawiszowiec Nikołaj Rostowski i inni muzycy. Pomimo ryzyka utraty pracy, swój pierwszy album Pyl’naja byl’ („Zakurzona Rzeczywistość”) zaczęli nagrywać nocą w jednym ze studiów teatru bez pozwolenia przełożonych. O ich rosnącej popularności świadczyło poparcie Borysa Griebienszczikowa i Konstantina Kinczewa. W 1996 roku zespół zaczął grać koncerty w Moskwie i innych miastach. W kolejnych latach Splean nagrał kilka albumów, na których znalazły się ich największe hity, w tym Orbit biez sachara („Orbit bez cukru”), Nowyje Ljudi („Nowi Ludzie”), Wriemja nazad („Czas do tyłu”) oraz My sidieli i kurili („Siedzieliśmy i paliliśmy”).
Pomimo plotek, że grupa była bliska rozpadu w 2004 roku, Splean nadal występuje w całej Rosji i za granicą. Zespół często eksperymentuje i ewoluuje, dlatego obecna odsłona grupy znacznie różni się od pierwotnego wizerunku.
W 2004 roku zespół zyskał międzynarodową sławę dzięki umieszczeniu ich piosenki Bud' moej tien'ju („Bądź moim cieniem”) w filmowej adaptacji bestsellerowej powieści Siergieja Łukjanienki, „Straż Nocna”.
W 1998 roku Splean otworzył koncert The Rolling Stones na moskiewskim Stadionie Łużniki podczas Bridges to Babylon Tour. Splean był główną gwiazdą festiwalu rockowego Krylja w 2005 roku i Naszestwie w 2015 roku. Singiel Skaży („Powiedz”) z albumu Razdwojenije Licznosti („Rozdwojenie Jaźni”), znalazł się na szczycie list przebojów piosenek i teledysków w radiu oraz MTV Rossija, a teledysk do utworu został nagrodzony MTV Russian Music Award za najlepszy klip.
Zespół zdobył kilka nagród Nasze Radio „Chart Dozen”, w tym za najlepszą piosenkę i lidera listy przebojów za singiel Orkiestr („Оrkiestra”) w 2015 roku i za najlepszy album dla Obman Zrienija („Złudzenie Optyczne”) w 2013 roku.

## Obecny skład
- Aleksandr Wasiliew – wokal, gitara
- Wadim Siergiejew – gitara
- Dmitrij Kunin – gitara basowa
- Nikołaj Rostowski – instrumenty klawiszowe
- Aleksiej Mieszieriekow – perkusja

## Dyskografia
| Rok  | Nazwa                                 | Transkrypcja                               | Po polsku                                 |
| ---- | ------------------------------------- | ------------------------------------------ | ----------------------------------------- |
| 1994 | Пыльная Быль                          | Pyl'naja Byl'                              | „Zakurzona Rzeczywistość”                 |
| 1996 | Коллекционер Оружия                   | Kolliekcionier Orużija                     | „Kolekcjoner Broni”                       |
| 1997 | Фонарь под Глазом                     | Fonar' pod Głazom                          | „Podbite Oko”                             |
| 1998 | Гранатовый Альбом                     | Granatowyj Al'bom                          | „Granatowy Album”                         |
| 1999 | Альтависта                            | Al'tawista                                 | „Altavista”                               |
| 1999 | Зн@менатель (сборник песен для радио) | Zn@mienatiel' (sbornik piesien dlja radio) | „Mi@nownik (kolekcja piosenek dla radia)” |
| 2000 | Альтависта live                       | Al'tawista live                            | „Altavista live”                          |
| 2001 | 25 кадр                               | 25 kadr                                    | „25. kadr”                                |
| 2002 | Акустика                              | Akustika                                   | „Akustycznie”                             |
| 2003 | Новые Люди                            | Nowyje Ljudi                               | „Nowi Ludzie”                             |
| 2004 | Реверсивная Хроника Событий           | Rewiersiwnaja Chronika Sobytij             | „Odwracalna Kronika Wydarzeń”             |
| 2007 | Раздвоение Личности                   | Razdwojenije Licznosti                     | „Rozdwojenie Jaźni”                       |
| 2009 | Сигнал из Космоса                     | Signał iz Kosmosa                          | „Sygnał z Kosmosu”                        |
| 2012 | Обман Зрения                          | Obman Zrienija                             | „Złudzenie Optyczne”                      |
| 2014 | Резонанс. Часть 1                     | Riezonans. Czast' 1                        | „Rezonans. Część 1”                       |
| 2014 | Резонанс. Часть 2                     | Riezonans. Czast' 2                        | „Rezonans. Część 2”                       |
| 2016 | Ключ к шифру                          | Kljucz k szifru                            | „Klucz do szyfru”                         |
| 2018 | Встречная полоса                      | Wstriecznaja połosa                        | „Przeciwny Pas”                           |
| 2019 | Тайком                                | Tajkom                                     | „Potajemnie”                              |